# Viktoriastraße (Lichterfelde)

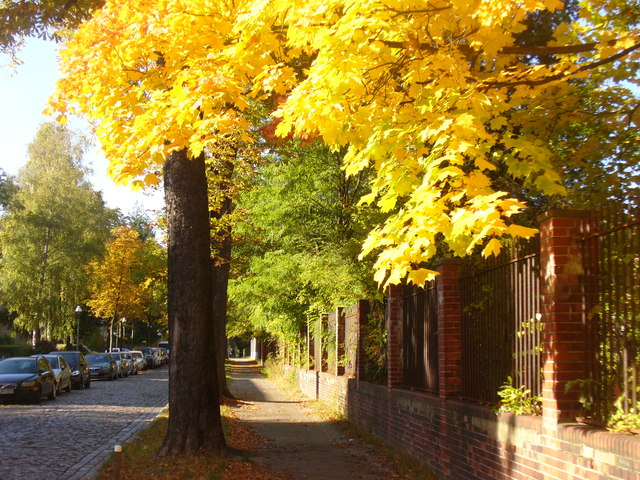
Viktoriastraße in Berlin-Lichterfelde

Die Viktoriastraße ist eine Straße in Berlin, die vom Viktoriaplatz zum Augustaplatz verläuft und damit zwei Kreisverkehre verbindet. Die Straße befindet sich im Steglitz-Zehlendorfer Ortsteil Lichterfelde.

## Beschreibung
Die von Westnordwest nach Ostsüdost gerade verlaufende, rund 420 Meter lange Viktoriastraße ist eine reine Wohnstraße, deren Belag komplett aus Kopfsteinpflaster ausgebildet ist. Etwa in der Hälfte der Straße kreuzt im spitzen Winkel der Tietzenweg. Die Hausnummerierung startet am Viktoriaplatz auf der Südflanke der Viktoriastraße und wird rückläufig an der Nordflanke fortgesetzt.
An der Viktoriastraße 4a befindet sich einer von 103 Stolpersteinen in Berlin-Lichterfelde, der an den Juristen und Widerstandskämpfer Friedrich Justus Perels erinnert. Die Straße wurde nach Victoria von Großbritannien und Irland benannt.

## Geschichte

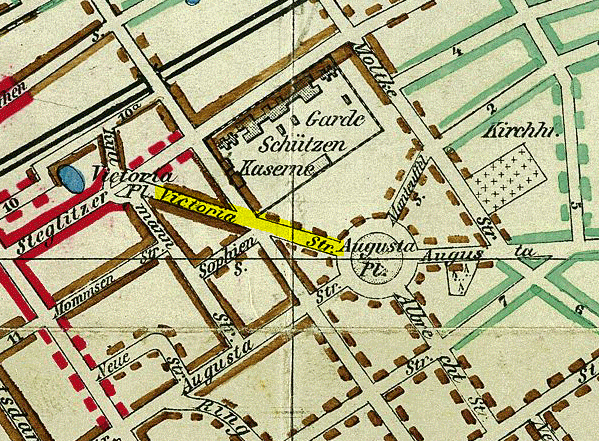
Die Viktoriastraße auf einer historischen Karte (nach 1890)

Die Viktoriastraße wurde Ende des 19. Jahrhunderts angelegt. Charakteristisch für die Straße sind ihre Villen, die sich beidseitig befinden.
Etliche dieser Gebäude sind oder waren denkmalgeschützt. Zudem wurden beziehungsweise werden sie von bekannten und berühmten Persönlichkeiten bewohnt. Von 2003 bis Mitte der 2010er Jahre hatte der Bundesnachrichtendienst eine Dienststelle für rund 1000 Mitarbeiter in Lichterfelde, dessen Liegenschaft unter anderem eine Zufahrt von der Viktoriastraße (Eingang: Viktoriastraße 10) im Kreuzungsbereich zum Tietzenweg hatte und durch sie begrenzt wurde. In dem Areal war ursprünglich die Gardeschützenkaserne beheimatet.